# Уиндер, Джон Генри
Джон Генри Уиндер (англ. John Henry Winder; 21 февраля 1800 — 7 февраля 1865) — американский военный деятель. Майор Армии США позже бригадный генерал армии Конфедеративных Штатов Америки. С 21 ноября 1864 по 7 февраля 1865 года генерал-инспектор (фактический глава) «Департамента лагерей для военнопленных Конфедеративных Штатов Америки».

## Биография
Джон Генри Уиндер родился 21 февраля 1800 года в округе Сомерсет, штат Мэриленд, США, в семье бригадного генерала армии США Уильяма Генри Уиндера и его жены Гертруды Полк (1781—1872). Его отец был участником англо-американской войны 1812—1815 годов, командовал американской армией и был разбит в сражении при Бладенберге в 1814 году. Биографы Уиндера считают, что на него оказало сильное влияние это событие. Двоюродный брат Чарльз Сидни Уиндер.
5 августа 1814 года Джон Генри Уиндер поступил в Военную академию США, 1 июля 1820 года закончил ее 11-м по успеваемости в выпуске. Ему присвоили звание второго лейтенанта артиллерии, но в октябре того же года перевели в пехоту. В 1820 году служил в форте Макгенри в Мэриленде. В 1821 году американская армия была реорганизована и сокращена, в результате Уиндер стал вторым лейтенантом 4-го артиллерийского полка, а 16 августа его перевели в 3-й артиллерийский полк. В 1822—1823 годах заведовал артиллерийсм снабжением, в 1822 году ушёл в отпуск, а 31 августа 1823 года подал в отставку.
Он женился на Эльзабет Шепард и переехал на плантацию своей семьи, однако в 1824 году его отец умер, в результате чего материальное положение семьи Уиндеров заметно ухудшилось и его матери, пришлось превратить их дом в пансионат, чтоб хоть как-то свести концы с концами.
Уиндер также не смог умело руководить плантацией в результате чего в 1826 году он практический разорился. Кроме того в 1825 году жена Джона Уиндера умерла, и оставила на его попечение их маленького сына, в итоге все эти обстоятельства заставили Джона Уиндера вернуться к службе в армии США.
2 апреля 1827 года Джон Уиндер восстановлен в звании второго лейтенанта, зачислен в 1-й артиллерийский полк и служил в форте Тернбулл в Коннектикуте. С 22 ноября 1827 года по 21 сентября 1828 года он преподавал пехотную тактику в Вест-Пойнте, однако после конфликта с курсантами был вынужден уйти оттуда. Служил в форте Джонстон в Северной Каролине (1828—1829), на инженерных работах с июня 1829 по декабрь 1832, и снова в форте Джонстон в 1832—1833 и в 1834—1835 годах. 30 ноября 1833 года ему было присвоено звание первого лейтенанта.
Был назначен личным адъютантом командующего в этой должности пробыл с 23 мая 1838 по 20 января 1840 года. 7 октября 1842 года представлен к званию капитана.

## Американо-мексиканская война
Джон Генри Уиндер принимал активное участие в Американо-мексиканской войне 1846—1848 годов. Участвовал в нескольких сражениях с мексиканскими войсками, в том числе при Контрерасе и в Сражении при Чурубуско (за что получил временное звание майора). Участвовал в штурме Чапультепека и взятии Мехико. За храбрость при Мехико получил временное звание подполковника. 20 августа 1847 года был повышен до майора, 14 сентября того же года повышен в звании до подполковника. В ходе боевых действий был ранен при столкновении с мексиканскими войсками в Нью-Мексико и эвакуирован в Штаты. 22 ноября 1860 года повышен в звании до майора[уточнить].

## Гражданская война в США
После начала Гражданской войны в США Уиндер 27 апреля 1861 года подал в отставку со своего поста в армии США и по собственным убеждениям и желанию присоединился к армии КША. 21 июня 1861 года присвоено звание бригадного генерала. С 22 июня по 21 октября 1861 года заместитель генерал-инспектора по делам заключённых в Ричмонде. Кроме того в его компетенцию входили поиск и арест дезертиров и мародёров, а также кураторство над тюрьмой Либби в Ричмонде.
С 21 октября 1861 по 5 мая 1864 года ответственный за лагеря для военнопленных в округе Энрико.
В феврале 1864 года под его руководством строится лагерь Андерсонвиль. В апреле того же года Уиндер назначает руководителем лагеря своего личного адъютанта капитана Генри Вирца. С 25 мая по 7 июня 1864 глава лагерей для военнопленных в Северной Каролине и Южной Виргинии. С 17 июня по 26 июля 1864 исполняющий обязанности коменданта Андерсонвиля.
С 26 июля по 21 ноября 1864 года заместитель генерал-инспектора «Департамента лагерей для военнопленных», и руководитель всеми лагерями для военнопленных в Джорджии и Алабаме. С 21 ноября 1864 по 7 февраля 1865 года генерал-инспектор и глава «Департамента лагерей для военнопленных» при армии Конфедеративных Штатов Америки.

## Смерть
Утром 7 февраля 1865 года умер от сердечного приступа находясь при исполнении своих обязанностей в городе Флоренс, штат Южная Каролина. Похоронен на кладбище «Green Mount Cemetery» в штате Мэриленд.

## Обвинения в военных преступлениях
Ещё в период Гражданской войны в США газеты северян часто обвиняли Уиндера в совершении военных преступлений, в частности в том, что он намерено морит голодом пленных солдат Союза. Военный историк Эзро Дж. Уорнер в середине 1950-х годов полагал, что эти обвинения были беспочвенны: «Уиндер использовал все доступные средства для того, чтобы рацион питания пленных солдат Союза был таким же, как и у действующих солдат Конфедерации».
Однако бывший военнопленный армии Союза Джон Макэлрой в своих мемуарах «Андерсонвиль», изданных в 1879 году, приводит цитату Джона Уиндера, который якобы сказал: «Я убиваю больше янки, чем двадцать полков армии генерала Ли». Кроме того, он в своей книге также обвинял Уиндера в совершении военных преступлений, ссылаясь на приказ № 13 от 27 июля 1864 года, в котором якобы говорилось, что в случае приближения федеральных войск к лагерю Андерсонвиль на расстояние ближе 15 километров охрана должна была казнить всех заключённых и сжечь сам лагерь.